# سيلفيو جراسيتي
سيلفيو جراسيتي (بالإيطالية: Silvio Grassetti)‏ (1936 - 2018) هو متسابق دراجات نارية إيطالي. نافس في سباقات بطولة العالم لفئة 500 سي سي ولفئة 350 سي سي ولفئة 250 سي سي ولفئة 50 سي سي.

## روابط خارجية
- سيلفيو جراسيتي على موقع MotoGP.com (الإنجليزية)